# المر جورج
اِلمِر رِی جورج (انگلیسی: Elmer Ray George؛ زادهٔ ۱۵ ژوئیهٔ ۱۹۲۸ در هاکرویل، اکلاهما، درگذشتهٔ ۳۱ مهٔ ۱۹۷۶ در تره‌هوت، ایندیانا) رانندهٔ مسابقات اتومبیل‌رانی فرمول یک اهل ایالات متحده آمریکا بود که در فصل ۱۹۵۵، و دوباره از فصل ۱۹۵۷ تا ۱۹۵۸ در مجموع در سه گراند پری شرکت کرد، اما موفق به کسب هیچ امتیازی نشد.
جورج در ۳۱ مهٔ ۱۹۷۶ بر اثر اصابت گلوله در درگیری با دوست‌پسر همسر سابقش در تره‌هوت، ایندیانا درگذشت.

## خلاصه حرفه ای قهرمانی جهان
ایندیاناپولیس 500 بخشی از مسابقات قهرمانی جهانی FIA از سال 1950 تا 1960 بود. رانندگانی که در آن سال ها در ایندی رقابت می کردند، امتیاز و مشارکت در مسابقات جهانی را دریافت می کردند. جورج در سال 1957 در ایندیاناپولیس 500، تنها مسابقه قهرمانی جهان او شرکت کرد. او در رده 33 قرار گرفت و هیچ امتیاز قهرمانی کسب نکرد.